# Карл Хайасън
Карл Хайасън (на английски: Carl Hiaasen) е американски журналист и писател, автор на произведения в жанровете трилър, криминален роман, сатира и дакументалистика.

## Биография и творчество
Карл Хайасън е роден на 12 март 1953 г. във Форт Лодърдейл, Флорида, САЩ, в семейството на Одел и Патриша Хайасън. Най-големият от четирите им деца, има брат и две сестри. Има норвежко-ирландски корени. Започва да пише на шестгодишна възраст, когато баща му купува пишеща машина за Коледа. В гимназията прави сатиричния вестник „Още боклук“.
След завършване на гимназията, на 12 ноември 1970 г. се жени за Констанс Лифорд, медицинска сестра и адвокат. Имат син – Скот. Развеждат се през 1996 г. През 1999 г. се жени за Фения Клайзер, управителка на ресторант. Имат син.
Учи в университета „Емори“ в преиода 1970 – 1972 г. и завършва специалност журналистика в Университета на Флорида през 1974 г.
След дипломирането си, две години е репортер за „Флорида Тудей“, а от 1976 г. работи като репортер на обща практика за „Маями Хералд“, после за седмичното списание на вестника и за награждавания разследващ екип на вестника в периода 1979 – 1985 г. В разследващия екип работи по проекти, разкриващи опасни лекари, незаконни сделки със земя и корупция с наркотици в Бахамите. Пише от 1985 г. редовна рубрика като колумнист печелейки редица награда и враждата на много засегнати политици, строителни инспектори и предприемачи. За журналистическата си дейност през 2003 г. получава наградата „Деймън Рънън“ от пресклуба в Денвър. Започва да пише романи в свободното си време.
Първият му роман „Powder Burn“ от поредицата „Черен гущер“ в съавторство с Уилям Монталбано е издаден през 1981 г.
Първият му самостоятелен роман „Tourist Season“ (Туристически сезон) е публикуван през 1986 г.
През 1993 г. е издаден романът му „Strip Tease“, който през 1996 г. е екранизиран във филма „Стриптийз“ с участието на Деми Мур, Бърт Рейнолдс и Арманд Асанте.
Произведенията на писателя често са в списъците на бестселърите. Те са преведени на над 30 езика по света.
Карл Хайасън живее със семейството си във Веро Бийч, Южна Флорида.

## Произведения

### Самостоятелни романи
- Tourist Season (1986)
- Strip Tease (1993)
- Naked Came the Manatee (1997) – с Брайън Антъни, Дейв Бари, Една Бюканън, Тананарив Дуе, Джеймс Хол, Вики Хендрикс, Елмор Ленард, Пол Ливайн, Евелин Мейърсън и Една Стандифорд
- Lucky You (1997)
- Basket Case (2002)
- Nature Girl (2006)
- Bad Monkey (2012)
Лошата маймуна, изд.: ИК „Екслибрис“, София (2015), прев. Неза Михайлова
- Razor Girl (2016)
- Squirm (2018)

### Серия „Черен гущер“ (Black Lizard) – с Уилям Монталбано
1. Powder Burn (1981)
2. Trap Line (1982)
3. A Death In China (1984)
4. The Sinners of San Ramon (1989)

### Серия „Скинк“ (Skink)
1. Double Whammy (1988)
2. Native Tongue (1991) – награда „Дилис“
3. Stormy Weather (1995)
4. Sick Puppy (1998)
5. Skinny Dip (2004)
6. Star Island (2010)
Стар айланд, изд.: ИК „Екслибрис“, София (2012), прев. Неза Михайлова, Илиян Лолов
7. No Surrender (2012)

### Серия „Мик Страхан“ (Mick Stranahan)
1. Skin Tight (1989)
2. Skinny Dip (2004)
Голото къпане, изд.: ИК „Екслибрис“, София (2012), прев. Ирина Манушева

### Серия „Юношески“ (Juvenile)
1. Hoot (2002)
2. Flush (2005) – награда „Агата“ за най-добър юношески роман
3. Scat (2009)
4. Chomp (2012)

### Документалистика
- Team Rodent (1998)
- Kick Ass (1999)
- Paradise Screwed (2001)
- The Downhill Lie (2008)
- Fairway to Hell (2008)
- Dance of the Reptiles (2014)
- Assume the Worst (2018)

### Екранизации
- 1996 Стриптийз, Striptease
- 2006 Кукумявки, Hoot
- 2018 Skinny Dip – ТВ сериал, 1 епизод